# Presicce
Presicce é uma comuna italiana da Apúlia, província de Lecce, com cerca de 5.794 habitantes. Estende-se por uma área de 24 km², tendo uma densidade populacional de 235 hab/km². Faz fronteira com Acquarica del Capo, Alessano, Salve, Specchia, Ugento.
Pertence à rede das Aldeias mais bonitas de Itália.

## Demografia
| Variação demográfica do município entre 1861 e 2011                               |
|                                                                                   |
| Fonte: Istituto Nazionale di Statistica (ISTAT) - Elaboração gráfica da Wikipedia |